# Премия имени А. Н. Баха
Пре́мия и́мени А. Н. Ба́ха — научная награда, учреждённая Академией наук СССР в 1946 году за выдающиеся работы по биохимии. Присуждение премии началось с 1947 года, с 1996 года премию присуждало Отделение физико-химической биологии (ОФХБ) Российской академии наук, ныне Отделение биологических наук РАН.
Премия названа в честь выдающегося биохимика и физиолога растений, Героя Социалистического Труда академика Алексея Николаевича Баха (1857—1946).

## История
Первое время существовали две премии имени А. Н. Баха: одна присуждалась раз в три года в размере 25 000 рублей, и ежегодная — 10 000 рублей. В 1957 году их заменили на одну, которая присуждалась раз в три года в размере 20 000 рублей.
После денежной реформы 1961 года размер премии составил 2 000 рублей, позже был увеличен до 3 000 рублей. В соответствии с решением Президиума АН СССР 1959 года, определившим основные принципы присуждения наград, премию присуждают раз в три года.

## Награждённые учёные
- 1947 — Герман Степанович Жданов
- 1948 — Николай Маркович Эмануэль и Давид Михайлович Михлин
- 1953 — Пётр Александрович Ребиндер
- 1957 — Вацлав Леонович Кретович — за работу «Основы биохимии растений»
- 1960 — Михаил Леонович Бокучава — за работу «Биохимия чая и чайного производства»
- 1963 — Василий Николаевич Букин — за серию работ по получению и применению витаминов в животноводстве
- 1966 — Норайр Мартиросович Сисакян — за серию работ по биохимии клеточных структур и космической биологии
- 1972 — Владимир Петрович Скулачев — за монографию «Аккумуляция энергии в клетке», издание 1969 года
- 1975 — Александр Абрамович Красновский — за труд «Преобразование энергии света при фотосинтезе. Молекулярные механизмы»
- 1978 — Борис Федорович Поглазов — за монографии «Сборка биологических структур», «Закономерности сборки элементарных биологических структур» и «Morphogenesis of T-Even Bacteriophages»
- 1982 — Александр Иванович Арчаков — за серию работ «Микросомальное окисление»
- 1984 — Владимир Яковлевич Быховский — за цикл исследований «Биосинтез и промышленное получение витамина В12 и его коэнзимной формы»
- 1987 — Алла Владимировна Котельникова и Рената Александровна Звягильская — за цикл работ «Биохимия дрожжевых митохондрий»
- 1990 — Владимир Васильевич Мосолов — за цикл работ «Протеолитические ферменты, их природные ингибиторы»
- 1993 — Алексей Михайлович Безбородов — за цикл исследований «Ферментативные реакции в биотехнологии»
- 1996 — Николай Петрович Львов — за серию работ «Энзимология ассимиляции нитрата и аммония у растений»
- 1999 — Вадим Викторович Месянжинов — за цикл работ «Структура и механизмы фолдинга фибриллярных суперспиральных белков»
- 2002 — Игорь Анатольевич Тарчевский — за цикл работ «Сигнальные системы клеток растений»
- 2005 — Николай Борисович Гусев — за цикл работ «Механизмы регуляции сократительного аппарата различных типов мышц»
- 2008 — Александр Александрович Константинов — за цикл работ «Роль пероксидазной реакции в механизме энергосопряженного восстановления кислорода оксидазами дыхательной цепи»[3]
- 2011 — Вячеслав Васильевич Климов— за цикл работ «Фотосинтетическое окисление воды»
- 2014 — Михаил Давидович Тер-Аванесян — за цикл работ «Прионные и неприонные амилоиды дрожжей: возникновение, свойства, моделирование нейродегенеративных заболеваний»
- 2017 — Александр Сергеевич Спирин — за учебник для вузов «Молекулярная биология. Рибосомы и биосинтез белка»
- 2020 — Ольга Анатольевна Донцова — за цикл работ «Изучение механизмов функционирования телемеразного комплекса»
- 2023 — академик РАН Владимир Георгиевич Дебабов — за цикл работ «Метаболическая инженерия Escherichia coli»[4]